# أبيماسيكليب
أبيماسيكليب(Abemaciclib)، الذي يباع تحت الأسماء التجارية فيرزينيو (Verzenio) وغيرها، هو دواء يستخدم لعلاج سرطان الثدي.  يُسْتخدم على وجه التحديد في الحالات المتقدمة التي تكون فيها نسبة HR إيجابية ولكنها سلبية HER2 .  و يؤخذ عن طريق الفم. 
وتشمل الآثار الجانبية الشائعة له؛ الإسهال، و انخفاض خلايا الدم البيضاء، و الغثيان، و الالتهابات، و التعب، و فقدان الشعر، و انخفاض الصفائح الدموية.  قد تشمل الآثار الجانبية الأخرى: الالتهاب الرئوي و مشاكل الكبد و جلطات الدم.  أما استخدامه في الحمل فقد يضر الجنين.  وهو مثبط CDK الذي يمنع نشاط CDK4 و CDK6 . 
تمت الموافقة على استخدام Abemaciclib طبيًا في الولايات المتحدة في عام 2017 و أوروبا في عام 2018.   في المملكة المتحدة، تكلف 4 أسابيع هيئة الخدمات الصحية الوطنية حوالي 2950 جنيهًا إسترلينيًا اعتبارًا من عام 2021.  في الولايات المتحدة تكلف هذه الكمية حوالي 13700 دولار أمريكي. 